# 체폰 샤캅파

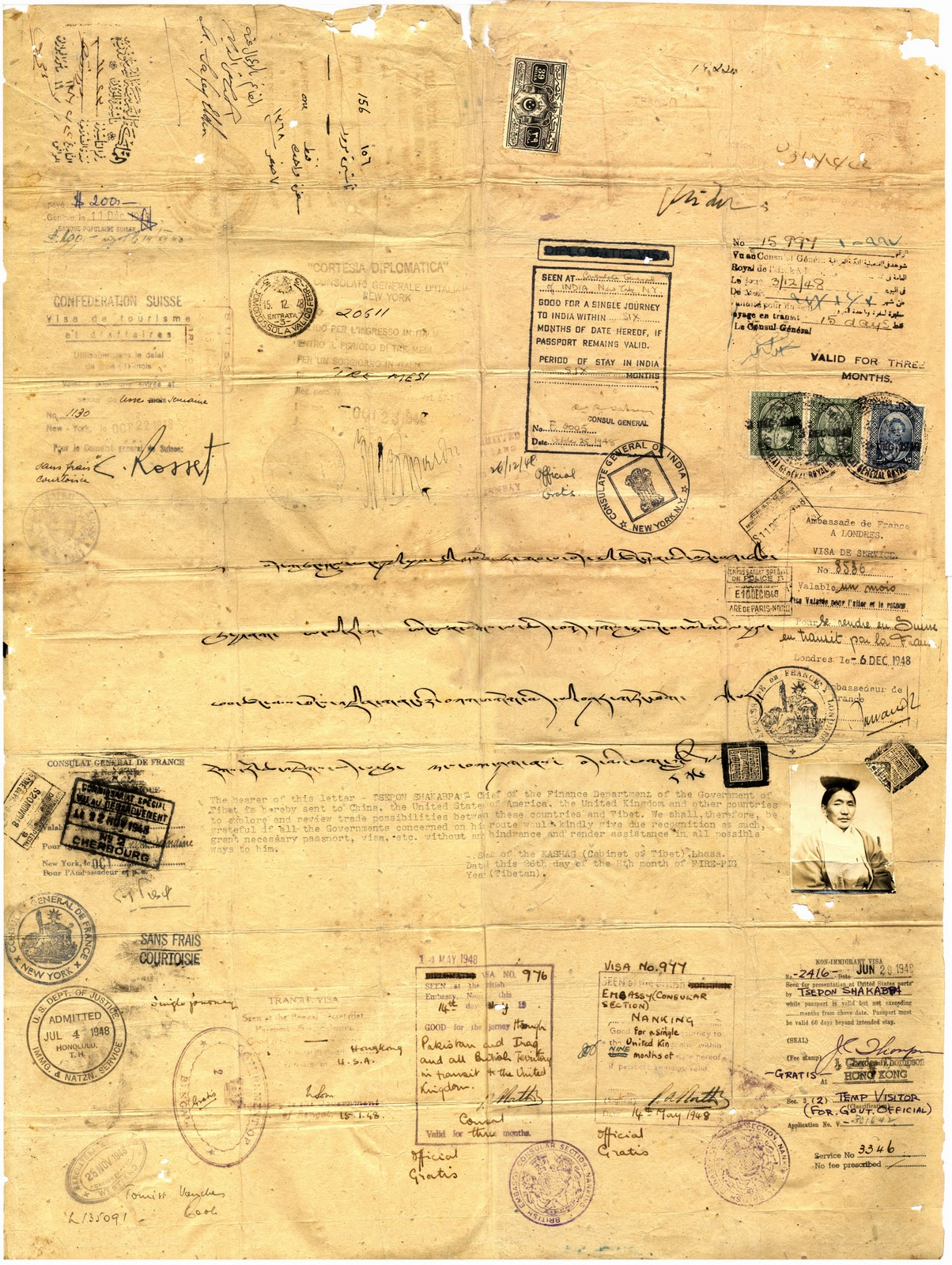

샤캅파 왕추 더덴(티베트어: ཞྭ་སྒབ་པ་དབང་ཕྱུག་བདེ་ལྡན, 1908년 1월 11일 ~ 1989년 2월 23일)는 티베트 출신의 학자이자 재무부 차관이다. 서방 세계에게 체폰 W.D. 샤캅파(Tsepon W. D. Shakabpa)는 이름으로 알려졌다.

## 생애
체폰 샤캅파는 1908년 티베트에서 태어났고 23세의 나이로 티베트 정부에 들어갔고 1939년부터 1951년까지 재무부 차관으로 일했다. 1951년 중국공산당이 티베트 영토로 진주하자 샤캅파는 인도로 갔고 1966년까지 뉴델리에서 14대 달라이 라마의 대표이사로 활동했다.
샤캅파는 또한 Tibet: A Political History과 같은 여러 책들을 쓰기도 했다. 2003년에는 네팔에서는 샤캅파의 여권이 발견되었다. 1989년 텍사스주 코퍼스크리스티의 한 아들의 집에서 위암으로 사망했다.